# Андро Гіоргадзе
Андро Гіоргадзе (груз. ანდრო გიორგაძე, нар. 3 травня 1996, Тбілісі, Грузія) — грузинський футболіст, центральний захисник клубу «Самтредія».

## Клубна кар'єра
Гіоргадзе є вихованцем молодіжної академії клубу «Мерані» (Мартвілі). У 2015 році підписав контракт з дорослою командою клубу, в складі якої виступав у Лізі Еровнулі.
11 липня 2017 року підписав контракт з клубом УПЛ, полтавською «Ворсклою».

## Кар'єра в збірній
З 2017 року викликається до табору молодіжної збірної Грузії. У футболці грузинської «молодіжки» провів 5 поєдинків.